# Günzerode
Günzerode ist ein Ortsteil der Gemeinde Werther im Landkreis Nordhausen in Thüringen in Deutschland.

## Geographie
Günzerode liegt im Helmetal, unweit der Südgrenze des Naturparks Südharz, im Nordthüringer Hügelland. In dieser Naturlandschaft befinden sich nördlich des Ortes eine Kette von Karst-Erscheinungen. Der „Steinsee“ und das „Große Seeloch“ charakterisieren diese Landschaft besonders.
Am Rande des Ortes fließt die Helme.

## Geschichte
Das Große Seeloch wird als frühgeschichtliche Kultstätte angesehen.
Die früheste urkundliche Erwähnung von Günzeroda erfolgte im August 1188. Die Domäne im Ort war eine Gutswirtschaft mit 344 ha Fläche, die der Pächter W. Rühmkorf ab 1923 vom Fiskus gepachtet hatte. Der Betrieb wurde nach dem Zweiten Weltkrieg entschädigungslos enteignet und auf Heimatvertriebene und landarme Bauern aufgeteilt. Ein Teil der Gutsgebäude wurde abgerissen, das frühere Herrenhaus auf das Erdgeschoss reduziert. Die evangelische St.-Andreas-Kirche im Fachwerkstil verlor zur DDR-Zeit ihren Turm. Die Glocken wurden neben der Kirche an einem Holzgestell befestigt.
Im September 1944 wurde das Konzentrationslager Günzerode als ein Außenlager des KZ-Lagerkomplexes Mittelbau-Dora errichtet, das dem ebenfalls zu diesem Lagerkomplex gehörenden KZ Ellrich-Bürgergarten als Nebenlager unterstellt wurde. Etwa 950 männliche Häftlinge der SS-Baubrigade IV mussten dort Gleis-, Erd- und Rodungsarbeiten für den Bau der Helmetalbahn leisten, die jedoch nie in Betrieb ging. Die KZ-Wachmannschaften trieben die überlebenden Häftlinge im April 1945 auf einen Todesmarsch über den Harz. Kurz vor dem Eintreffen der alliierten Truppen entließen sie die Häftlinge am 14. April 1945 bei Güntersberge in die Freiheit.
Mit der Auflösung der Verwaltungsgemeinschaft Helmetal kam die einstmals eigenständige Gemeinde Günzerode am 1. Januar 1997 zur neugebildeten Gemeinde Werther.

## Sehenswürdigkeiten
Kirche St. Andreas am Spittel, Emporenaufgang aus Holz an der Nordseite, separater Glockenstuhl mit zwei Glocken